# Verchnjaja Pyšma
Verchnjaja Pyšma è una città della Russia siberiana estremo occidentale (Oblast' di Sverdlovsk), situata sul fiume Pyšma, 15 km a nord del capoluogo Ekaterinburg; dal punto di vista amministrativo, dipende direttamente dall'oblast' ed è centro amministrativo del circondario urbano (городской округ Ве́рхняя Пышма́).
È una delle quattro città satellite di Ekaterinburg (con Berëzovskij, Sredneural'sk e Aramil'). Si trova sul versante orientale degli Urali centrali, alla sorgente del fiume Pyšma. Ha un'infrastruttura e un'industria sviluppate ed è la città base della Compagnia mineraria e metallurgica degli Urali.

## Società

### Evoluzione demografica
Fonte: mojgorod.ru
- 1959: 30 400
- 1979: 42 700
- 1989: 53 100
- 2007: 57 900
- 2023: 73 700